# Antagonista muscarínic
Un antagonista del receptor muscarínic (ARM) o, senzillament, un antimuscarínic és un tipus d'agent anticolinèrgic que bloqueja l'activitat del receptor muscarínic de l'acetilcolina. El receptor muscarínic és una proteïna implicada en la transmissió de senyals a través de determinades parts del sistema nerviós i els antagonistes del receptor muscarínic treballen per evitar que es produeixi aquesta transmissió. Cal destacar que els antagonistes muscarínics redueixen l'activació del sistema nerviós parasimpàtic. La funció normal del sistema parasimpàtic sovint es resumeix en "descansar i digerir", i inclou la desacceleració del cor, un augment de la taxa de digestió, l'estrenyiment de les vies respiratòries, la promoció de la micció i l'excitació sexual. Els antagonistes muscarínics contraresten aquesta resposta parasimpàtica de "descansar i digerir" i també treballen en altres llocs del sistema nerviós central i perifèric.
Els medicaments amb activitat antagonista muscarínica s'utilitzen àmpliament en medicina, en el tractament de la freqüència cardíaca baixa, la bufeta hiperactiva, problemes respiratoris com l'asma i la MPOC i problemes neurològics com la malaltia de Parkinson i l'Alzheimer. Alguns altres medicaments, com els antipsicòtics i la família tricíclica d'antidepressius, tenen una activitat antagonista muscarínica incidental que pot provocar efectes secundaris no desitjats, com ara dificultat per orinar, sequedat de boca i pell i restrenyiment.
L'acetilcolina (sovint abreujada ACh) és un neurotransmissor els receptors del qual són proteïnes que es troben a les sinapsis i altres membranes cel·lulars. A més de respondre als seus principis neuroquímics, els receptors de neurotransmissors poden ser sensibles a diverses altres molècules. Els receptors d'acetilcolina es classifiquen en dos grups en funció d'això:
- muscarínics, que responen a la muscarina
- nicotínics, que responen a la nicotina

La majoria dels antagonistes dels receptors muscarínics són productes químics sintètics; no obstant això, els dos anticolinèrgics més utilitzats, l'escopolamina i l'atropina, són alcaloides de la belladona i s'extreuen naturalment de plantes com Atropa belladonna, el tabac bord. Es creu que el nom de "belladona", en italià per "bella dama", deriva d'un dels efectes antimuscarínics d'aquests alcaloides: eren utilitzats per les dones amb finalitats cosmètiques, per afavorir la dilatació de les pupil·les.
Es compensen els efectes antagonistes muscarínics amb els dels agonistes muscarínics mútuament per a l'homeòstasi.
Algunes substàncies es coneixen com a antagonistes del receptor muscarínic d'acció llarga (LAMA).